# Pokémon de Film: Ik Kies Jou!
Pokémon de Film: Ik Kies Jou!, in Japan bekend onder de naam Zakmonsters de Film: Ik Kies Jou! 劇場版ポケットモンスター キミにきめた！ (Gekijō-ban Poketto Monsutā Kimi ni kimeta!), is een met anime vormgegeven Japanse avonturenfilm geregisseerd door Kunihiko Yuyama, geschreven door Shoji Yonemura en gemaakt door OLM. De film is uitgebracht als de twintigste Pokémonfilm en is de eerste in de reeks van Zon en Maan, in deze film wordt het verhaal van de oorspronkelijke saga Indigo League opnieuw verteld, met deze film werd tevens de twintigste verjaardag van de anime gevierd. De film ging in première bij Japan Expo in Frankrijk op 6 juli 2017 en is in Japan uitgebracht op 15 juli 2017. Fathom Events bracht de film op 5 november 2017 voor de rest van de wereld uit als bioscoopversie met beperkte speeltijden, waaronder ook Nederlands nagesynchroniseerd in Nederland. In deze nasynchronisatie werden zowel het openingslied als het aftitelingslied opnieuw ingezongen in het Nederlands onder de namen Ik Wil ze allemaal en Ik kies jou.

## Verhaal
Op een ochtend versliep Ash Ketchum zich omdat hij in zijn slaap met zijn wekker heeft gegooid. Eenmaal wakker joeg hij zich naar het lab van Professor Oak, waar hem werd verteld dat de drie Starterspokémon (Bulbasaur, Squirtle en Charmander) reeds aan trainers zijn toegekend die wél op tijd waren. Maar dan verklapte Oak dat hij nog één laatste Pokémon heeft, een elektrisch soort genaamd Pikachu. Ondanks zijn koppigheid en niet in zijn Pokéball te willen, nam Ash de Pikachu graag mee op reis.
Eenmaal uit Pallet Town kwam Ash een Pidgey tegen. Toen Pikachu het gevecht weigerde, probeerde Ash het gevecht zelf aan te gaan door een steen naar de Pokémon te gooien. Tot zijn verbazing raakte hij een Spearow die Pikachu onterecht de schuld ervan geeft. Al gauw kwam een hele zwerm Spearow aangevlogen waardoor Ash en Pikachu werden gedwongen weg te rennen. Gewond en uitgeput droeg Ash Pikachu op dat hij zijn bal in moet gaan, maar dit werd weer geweigerd. In plaats daarvan verdedigde Pikachu Ash van de zwerm Spearow door een flinke bliksemstraal uit te voeren dat de zwerm wegjoeg. Toen de bui eenmaal was gezakt vloog Ho-Oh boven ze en liet daar vervolgens een veer vallen die de regenboogveer werd genoemd. Ash en Pikachu besloten de legendarische Pokémon op te zoeken voor een gevecht.
Tijdens hun reis ving Ash een Caterpie, waarna ze samen uiteindelijk bij een Pokémon Center belandden. Een trainer rende naar binnen en beweerde dat hij Entei tegenkwam, een legendarische Vuurpokémon, waardoor Ash, evenals een aantal andere trainers, het bos inrenden om Entei te zoeken. Ash vond Entei, nog geen paar tellen later beweerde een andere trainer met een Piplup genaamd Verity dat zij Entei als eerste zag. Verder werden ze vergezeld door een eerzuchtige professor genaamd Sorrel die een Lucario tijdens het gevecht gebruikte. Toen Entei ontsnapte, belandden Ash en Verity in een moeizaam gesprek waarbij Sorrel hen verliet met de reden dat ze maar beter onderdak konden zoeken. Toen Ash en Verity vochten, stoorden ze per ongeluk een Onix waardoor ze vervolgens werden nagejaagd. Ze sloegen erin Onix af te wenden en een schuilplaats te zoeken, maar tijdens hun zoektocht kwamen ze een achtergelaten Charmander tegen. Als gauw ontdekten ze dat een meedogenloze trainer genaamd Cross, samen met zijn Lycanroc, hem in de regen hadden achtergelaten. Hij weigerde zonder enige spijt hem weer mee te nemen, met als reden dat de Charmander zwak was. Ash en Verity werden gedwongen de Charmander onderdak te bieden.
Ze kwamen een grot tegen waar Sorrel en Lucario toevallig ook waren waarna ze Charmander hielpen weer gezond te worden. Vervolgens kwamen Entei en een aantal andere Pokémon aan om er de nacht door te brengen waarna Ash de regenboogveer liet zien. Sorrel vertelde dat Ho-Oh de veer alleen aan de zogeheten regenboogheld geeft die is voorbestemd om hem te beschermen tegen de overname van Marshadow. De volgende ochtend overtuigde Ash Charmander om samen op reis te gaan als zijn Pokémon. De groep ging verder met Caterpie die evolueerde in Metapod en Charmander die evolueerde in Charmeleon. Sorrel probeerde meer over Ho-Oh en de legendarische Pokémon Marshadow te weten te komen totdat Verity Suicune opmerkte. Na vele gevechten met andere trainers keerde Cross uiteindelijk terug om de Charmeleon van Ash uit te dagen met zijn Inceneroar. Charmeleon werd flink neergetakeld waardoor Ash erg verdrietig was.

## Rolverdeling
| Personage            | Stemacteur (Japan) | Stemacteur (Nederland) |
| -------------------- | ------------------ | ---------------------- |
| Ash Ketchum          | Rica Matsumoto     | Christa Lips           |
| Pikachu              | Ikue Ōtani         | Ikue Ōtani             |
| Professor Samuel Oak | Unshō Ishizuka     | Florus van Rooijen     |
| Delia Ketchum        | Masami Toyoshima   | Beatrijs Sluijter      |
| Jessie               | Megumi Hayashibara | Hilde de Mildt         |
| James                | Shin-ichiro Miki   | Paul Disbergen         |
| Meowth               | Inuko Inuyama      | Fred Meijer            |
| Verity               | Shiori Sato        | Carré Albers           |
| Zuster Joy           | Shoko Nakagawa     | Lizemijn Libgott       |
| Jigglypuff           | Mika Kanai         | Mika Kanai             |